# Alexandra Ealaová
Alexandra Maniego Ealaová (nepřechýleně Eala, * 23. května 2005 Quezon City) je filipínská profesionální tenistka hrající levou rukou. Na Eastbourne Open 2025 se stala první Filipínkou ve finále singlového turnaje okruhu WTA Tour. V rámci okruhu ITF získala pět titulů ve dvouhře a tři ve čtyřhře.
Na žebříčku WTA byla ve dvouhře nejvýše klasifikována v červnu 2025 na 56. místě a ve čtyřhře v témže datu na 155. místě. Trénuje ji Daniel Gomez.
V rámci grandslamové juniorky triumfovala ve dvouhře US Open 2022 po finálové výhře nad Lucií Havlíčkovou. Jako první filipínský tenista ovládla juniorskou dvouhru na grandslamu. Deblové trofeje vybojovala na Australian Open 2020 s Priskou Madelyn Nugrohovou a na French Open 2021 po boku Oxany Selechmetěvové. Po semifinálové účasti na French Open 2020 vystoupala v říjnu 2020 na 2. místo juniorského kombinovaného žebříčku ITF.
V filipínském týmu Billie Jean King Cupu debutovala v roce 2024 manámskou 3. skupinou asijsko-oceánské zóny. K postupu Filipínek do 2. skupiny přispěla singlovými výhrami nad hráčkami Guamu, Kataru, Nepálu a v play-off o postup i proti laoské soupeřce. Do června 2025 v soutěži nastoupila ke čtyřem mezistátním utkáním s bilancí 4–0 ve dvouhře a 0–0 ve čtyřhře.
Z odložených hanojských Her jihovýchodní Asie 2021 na květen 2022 si odvezla bronzové medaile z dvouhry, mixu i soutěže týmů. Na Asijských hrách 2022 v Chang-čou, přeložených na září 2023, vybojovala bronzové kovy ve dvouhře, po semifinálové prohře s Čeng Čchin-wen, i ve smíšené čtyřhře po boku Francise Alcantary.

## Soukromý život
Narodila se roku 2005 v Quezon City, součásti manilské metropolitní oblasti, do rodiny Mika a Rizzy Ealaových. Matka získala pod dívčím jménem Rosemarie „Rizza“ Maniegová bronzovou medaili v plaveckém závodě 100 m znak na Jihovýchodoasijských hrách 1985 v Bangkoku. Poté se stala finanční ředitelkou telekomunikační společnosti Globe Telecom, kterou opustila po 26letém působení v roce 2024. Strýc Noli Eala působil mezi lety 2003 a 2007 jako komisař stojící v čele Filipínského basketbalového svazu a v roce 2022 byl předsedou Filipínské sportovní komise, nezávislé státní agentury. Bratr Michael „Miko“ Eala, člen juniorské první světové stovky, hrál v letech 2020–2024 akademický tenis na Pensylvánské státní univerzítě, kde získal bakalářský titul ve finančnictví.
Tenis začala hrát ve čtyřech letech. Pro rozvoj kariéry se ve 13 letech přestěhovala na Mallorcu a stala se členkou Akademie Rafaela Nadala, kterou absolvovala v roce 2023. Za preferovaný povrch uvedla tvrdý.

## Tenisová kariéra

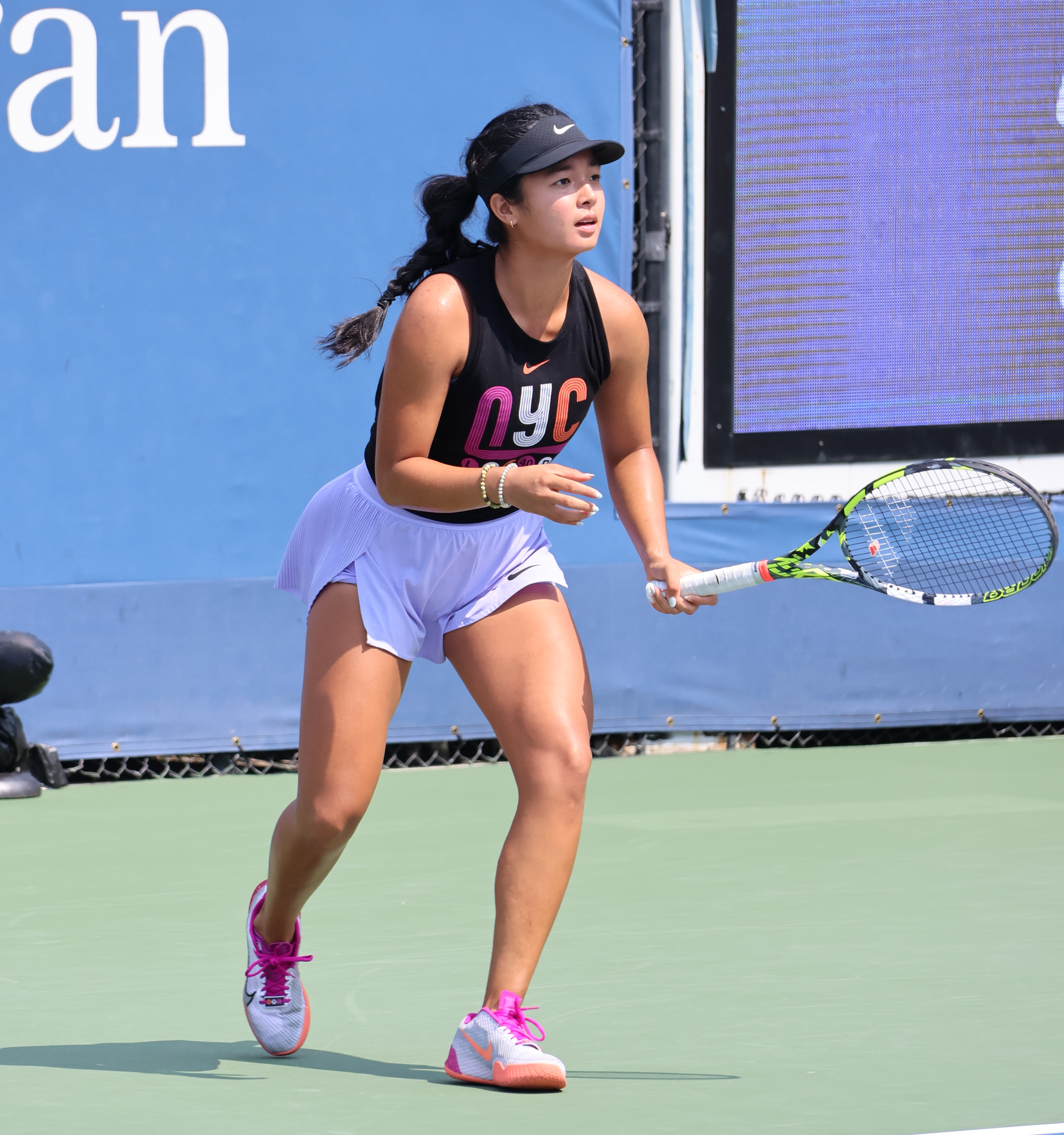
Během tréninku na US Open 2024

V kvalifikaci okruhu WTA Tour debutovala na Miami Open 2021, v jejímž úvodu podlehla Viktórii Kužmové z počátku druhé světové války.  Do hlavní soutěže poprvé zasáhla na klužské antuce Winners Open 2021 po zisku divoké karty. Vítězstvím nad argentinskou kvalifikantkou Paulou Ormaecheaovou dosáhla první výhry na okruhu, než ji ve druhém kole vyřadila Egypťanka Majar Šarífová. Na březnovém Miami Open 2022 získala pouze tři gamy na Američanku Madison Brengleovou z šesté stovky žebříčku. V grandslamové kvalifikaci debutovala na Australian Open 2023. Časnou porážku jí přivodila japonská členka čtvrté světové stovky Misaki Doiová po třísetovém průběhu. Na Mutua Madrid Open 2024 přehrála čtyřicátou první tenistku klasifikace Lesju Curenkovou, znamenající premiérovou výhru nad členkou Top 50. Poté podlehla světové sedmadvacítce Soraně Cirsteaové. V úvodní fázi Guadalajara Open Akron 2024 hladce podlehla Marii Bouzkové z konce páté desítky klasifikace.
Jako 140. hráčka žebříčku obdržela divokou kartu na Miami Open 2025 v kategorii WTA 1000. Po výhrách nad Američankou Katie Volynetsovou a pětadvacátou ženou pořadí Jeļenou Ostapenkovou, znamenající první zdolání členky Top 30, vyřadila ve třetím kole světovou pětku Madison Keysovou. Úřadující šampionka Australian Open získala jen šest gamů. 19letá Ealaová se stala první filipínskou přemožitelkou členky Top 10 od zavedení žebříčku WTA v roce 1975 a v odehrané části sezóny první osmifinalistkou turnaje WTA 1000 postavenou mimo elitní stovku. Rovněž představovala první Filipínku, která v otevřené éře zdolala grandslamovou šampionku, a včetně mužů, prvního takového filipínského tenistu od výhry Erica Taina nad Changem na Indianapolis Open 2003. Poslední miamskou singlistkou hrající na divokou kartu, která před ní porazila příslušnici Top 5 byla Gavrilovová, jež v roce 2015 vyřadila světovou dvojku Šarapovovou. Do prvního kariérního čtvrtfinále na okruhu prošla bez boje, po odstoupení Badosové pro bolest bederní páteře. Ani v semifinále neztratila set a porazila světovou dvojku Igu Świątekovou, když druhou sadu otočila ze stavu gamů 2–4. Stala se tak první Filipínkou v semifinále okruhu WTA i první v elitní světové stovce žebříčku WTA, když si příslušnost k Top 100 po skončení výhrou zajistila. V miamském semifinále se objevila jako třetí hráčka na divokou kartu po Heninové (2010) a Azarenkové (2018). Po Svitolinové ve Wimbledonu 2023 představovala druhou tenistku hrající na divokou kartu, jež na jediném turnaji přehrála alespoň tři grandslamové šampionky. Před Miami Open přitom nikdy neporazila členku Top 40 a neodehrála zápas proti soupeřce z Top 20. Na Floridu přicestovala po vyřazení ve druhých kolech na dvou trnavských událostech okruhu ITF. Po Mary Joe Fernandezové (1988) a Collinsové (2018) byla i třetí tenistkou, která první kariérní semifinále WTA dosáhla právě v Miami. V něm ji po třísetovém průběhu vyřadila světová čtyřka Jessica Pegulaová.
V hlavní soutěži grandslamu debutovala dvouhrou i čtyřhrou French Open 2025.  V úvodním kole pařížského singlu však nenašla recept na kolumbijskou spoludebutantku Emilianu Arangovou. Do deblové soutěže nastoupila s Mexičankou Renatou Zarazúovou. Ve druhé fázi je vyřadily Olga Danilovićová s Anastasijí Potapovovou. Do prvního finále okruhu WTA Tour postoupila ve 20 letech na travnatém Lexus Eastbourne Open 2025. Stala se tak první Filipínkou ve finále dvouhry za předchozí 54letou historii okruhu a první finalistkou z jihovýchodní Asie od Thajky Tanasugarnové na Osaka Open 2010. V Eastbourne musela projít dvoukolovou kvalifikací. V jejím závěru přehrála nejvýše nasazenou Hailey Baptisteovou. V třetí sadě druhého kola dvouhry jí skrečovala světová dvacítka Jeļena Ostapenková. Poté vyřadila nejvýše postavenou soupeřku, čtyřicátou první hráčku žebříčku Dajanu Jastremskou, s níž díky sedmi prolomeným podáním ztratila jen  tři gamy. V semifinále zdolala spolukvalifikantku Varvaru Gračovovou. Z finále však odešla poražena od 19leté Australanky Mayi Jointové. O vítězce rozhodl až dlouhý závěrečný tiebreak. V něm nevyužila čtyři mečboly a soupeřka proměnila druhý z nich. Po skončení vystoupala na žebříčkové maximum, když 30. června 2025 figurovala na 56. místě.

## Finále na okruhu WTA Tour

### Dvouhra: 1 (0–1)
| Legenda            |
| ------------------ |
| Grand Slam (0)     |
| Turnaj mistryň (0) |
| WTA 1000 (0)       |
| WTA 500 (0)        |
| WTA 250 (0–1)      |

| Stav       | č. | datum       | turnaj                         | kategorie | povrch | soupeřka ve finále | výsledek             |
| ---------- | -- | ----------- | ------------------------------ | --------- | ------ | ------------------ | -------------------- |
| Finalistka | 1. | červen 2025 | Eastbourne, Spojené království | WTA 250   | tráva  | Maya Jointová      | 4–6, 6–1, 6–7(10–12) |

## Tituly na okruhu ITF
| Kategorie okruhu ITF | Kategorie okruhu ITF |
| -------------------- | -------------------- |
| Turnaje W100         | Turnaje W80          |
| Turnaje W75/W60      | Turnaje W50/W40      |
| Turnaje W35/W25      | Turnaje W15/W10      |

### Dvouhra (5 titulů)
| Č. | datum         | turnaj                         | kategorie | povrch | poražená finalistka           | výsledek      |
| -- | ------------- | ------------------------------ | --------- | ------ | ----------------------------- | ------------- |
| 1. | leden 2021    | Manacor, Španělsko             | W15       | tvrdý  | Yvonne Cavallé Reimersová     | 5–7, 6–1, 6–2 |
| 2. | duben 2022    | Čiang Raj, Thajsko             | W25       | tvrdý  | Luksika Kumkhumová            | 6–4, 6–2      |
| 3. | červen 2023   | Yecla, Španělsko               | W25       | tvrdý  | Valentina Ryserová            | 6–3, 7–5      |
| 4. | srpen 2023    | Roehampton, Spojené království | W25       | tvrdý  | Arina Rodionovová             | 6–2, 6–3      |
| 5. | červenec 2024 | Vitoria-Gasteiz, Španělsko     | W100      | tvrdý  | Victoria Jiménez Kasintsevová | 6–4, 6–4      |

### Čtyřhra (3 tituly)
| Č. | datum         | turnaj                     | kategorie | povrch    | spoluhráčka         | poražené finalistky                    | výsledek         |
| -- | ------------- | -------------------------- | --------- | --------- | ------------------- | -------------------------------------- | ---------------- |
| 1. | leden 2024    | Puné, Indie                | W50       | tvrdý     | Darja Semeņistajová | Naiktha Bainsová Fanny Stollárová      | 7–6(8), 6–3      |
| 2. | březen 2024   | Croissy-Beaubourg, Francie | W75       | tvrdý (h) | Estelle Cascinová   | Maia Lumsdenová Jessika Ponchetová     | 7–5, 7–6(4)      |
| 3. | červenec 2024 | Vitoria-Gasteiz, Španělsko | W100      | tvrdý     | Estelle Cascinová   | Lia Karatančevová Diāna Marcinkēvičová | 6–3, 2–6, [10–4] |

## Finále na juniorském Grand Slamu

### Dvouhra juniorek: 1 (1–0)
| Stav    | rok  | turnaj  | povrch | soupeřka ve finále | výsledek |
| ------- | ---- | ------- | ------ | ------------------ | -------- |
| Vítězka | 2022 | US Open | tvrdý  | Lucie Havlíčková   | 6–2, 6–4 |

### Čtyřhra juniorek: 2 (2–0)
| Stav    | rok  | turnaj          | povrch | spoluhráčka              | soupeřky ve finále                         | výsledek |
| ------- | ---- | --------------- | ------ | ------------------------ | ------------------------------------------ | -------- |
| Vítězka | 2020 | Australian Open | tvrdý  | Priska Madelyn Nugrohová | Živa Falknerová Matilda Mutavdzicová       | 6–1, 6–2 |
| Vítězka | 2021 | French Open     | antuka | Oxana Selechmetěvová     | Marija Bondarenková Amarissa Kiara Tóthová | 6–0, 7–5 |